# Salman bin Sa'ud Al Sa'ud
Salmān bin Saʿūd Āl Saʿūd (in arabo سلمان بن سعود بن عبد العزيز آل سعود‎?; Riyad, 1953) è un principe, funzionario e imprenditore saudita, membro della famiglia reale Āl Saʿūd.

## Biografia
Il principe Salman è nato a Riad nel 1953 ed era figlio di re Sa'ud. Dopo aver frequentato la scuola dei principi nella capitale, ha conseguito una laurea in storia presso l'Università Re Sa'ud. Inizialmente ha lavorato presso il ministero della pubblica istruzione con l'incarico di vice direttore per gli affari amministrativi. Nel 1966, ha conseguito un master in amministrazione pubblica presso l'University of Southern California. In seguito ha lavorato nella direzione generale delle missioni estere del ministero dell'istruzione superiore. Nel 1971, si è dimesso per dedicarsi all'imprenditoria. Nel 2001, ha conseguito un dottorato di ricerca in scienze e interpretazione del Corano presso l'Università Imam Muhammad bin Sa'ud. È autore di libri storici e religiosi.

## Vita personale
Il principe ha otto figli, tre maschi e cinque femmine.
| Controllo di autorità | VIAF (EN) 24909056 · ISNI (EN) 0000 0000 5098 8900 · BNF (FR) cb155218028 (data) |